# Capella Ludgeriana
Die Capella Ludgeriana ist der aus Knaben und jungen Männern bestehende Knabenchor des St.-Paulus-Doms zu Münster. Leiter des Knabenchores ist Domkapellmeister Alexander Lauer. Die Capella Ludgeriana, benannt nach dem ersten Bischof von Münster, wurde 2009 gegründet. Sie belebt dadurch die lange kirchenmusikalische Tradition am St.-Paulus-Dom wieder. Das Repertoire umfasst Messvertonungen, Motetten und Gesänge aller Epochen. Die Capella Ludgeriana ist Mitglied bei Pueri Cantores, dem internationalen Verband katholischer Knaben-, Mädchen-, Kinder- und Jugendchöre. Mit den weiteren Chören der Dommusik gestaltet sie die Pontifikal- und Kapitelsliturgien am Dom. Darüber hinaus gestaltet der Knabenchor auch viele weitere Konzerte außerhalb der Liturgien und des Doms.

## Proben
Die Sänger der Capella Ludgeriana proben zwei- bis dreimal wöchentlich in der Domsingschule, der Ausbildungsstätte der Chöre am Dom. Zusätzlich erhalten sie auch Stimmbildung.
Die kleinsten Sänger sind ein Jahr lang im Vorchor, dort werden grundlegende Musikkenntnisse vermittelt. Danach wechseln sie in den Hauptchor.

## Geschichte
Die Capella Ludgeriana ist an Christi Himmelfahrt des Jahres 2009 durch die Zusammenfügung der Knabenkantorei am Dom mit der Schola Ludgeriana, einer Gregorianikschola, in der ehemalige Sänger der Knabenkantorei sangen, von Andreas Bollendorf gegründet worden. Auch vor der Capella Ludgeriana gab es Knabenchöre am Dom. Die historische Dokumentation der Dommusik in Münster ist jedoch sehr lückenhaft, weil durch einen Brand im Jahr 1527 große Teile der Dombibliothek zerstört wurden.

## Leitung
- 2009–2015 Domkapellmeister Andreas Bollendorf
- seit 2015 Domkapellmeister Alexander Lauer